# خط سكة حديد من عنابة إلى جبل العنق
خط من عنابة إلى جبل العنق هو أحد خطوط شبكة السكك الحديدية الجزائرية. يبلغ طوله 340 كم، ويربط عنابة بموقع التعدين بجبل العنق. آخر 110 كم ، بعد تبسة، مخصصة حصريا لاستخدام الشحن.
أُنشئ امتدادًا لخط عنابة - غار الدماء (تونس)، وكان ذلك بسرعة كبيرة في نهاية القرن التاسع عشر، وهو الخط الأكثر أهمية في البلاد، وذلك بفضل المناجم العديدة المستغلة في المنطقة.

## التاريخ

### خط من بون إلى قالمة
كانت الخطة الأولى للسكك الحديدية في عام 1857 تتضمن بناء خط بطول 200 كيلومتر من بون (عنابة) إلى قسنطينة. تأخر المشروع بسبب الحرب الفرنسية البروسية عام 1870.
مُنح امتياز أول خط بين عنابة وقالمة بطول 88 كيلومتر في عام 1874 لشركة البناء باتينول التي أنشأها إرنست غوين. أنشأ الأخير شركة سكة حديد بون-قالمة في عام 1875 والتي استعادت امتيازها في عام 1876.
في 1 سبتمبر 1876، افتتح القسم الأول بين عنابة و دوفيفييه (بوشقوف) بطول 55 كيلومتر لحركة المرور.

### خط دوفيفييه إلى سوق أهراس
في عام 1877، مُنح الجزء البالغ طوله 52 كيلومتر بين دوفيفييه (بوشقوف حاليًا) وسوق أهراس مرة أخرى لشركة سكة حديد بون-قالمة للتشغيل في 30 يونيو 1881.
ثم مُدّد هذا الخط إلى تونس، يشكل الجزء الواقع بين سوق أهراس وغار الدماء الخط المستقبلي من سوق أهراس إلى الحدود التونسية.

### خط من سوق أهراس إلى تبسة

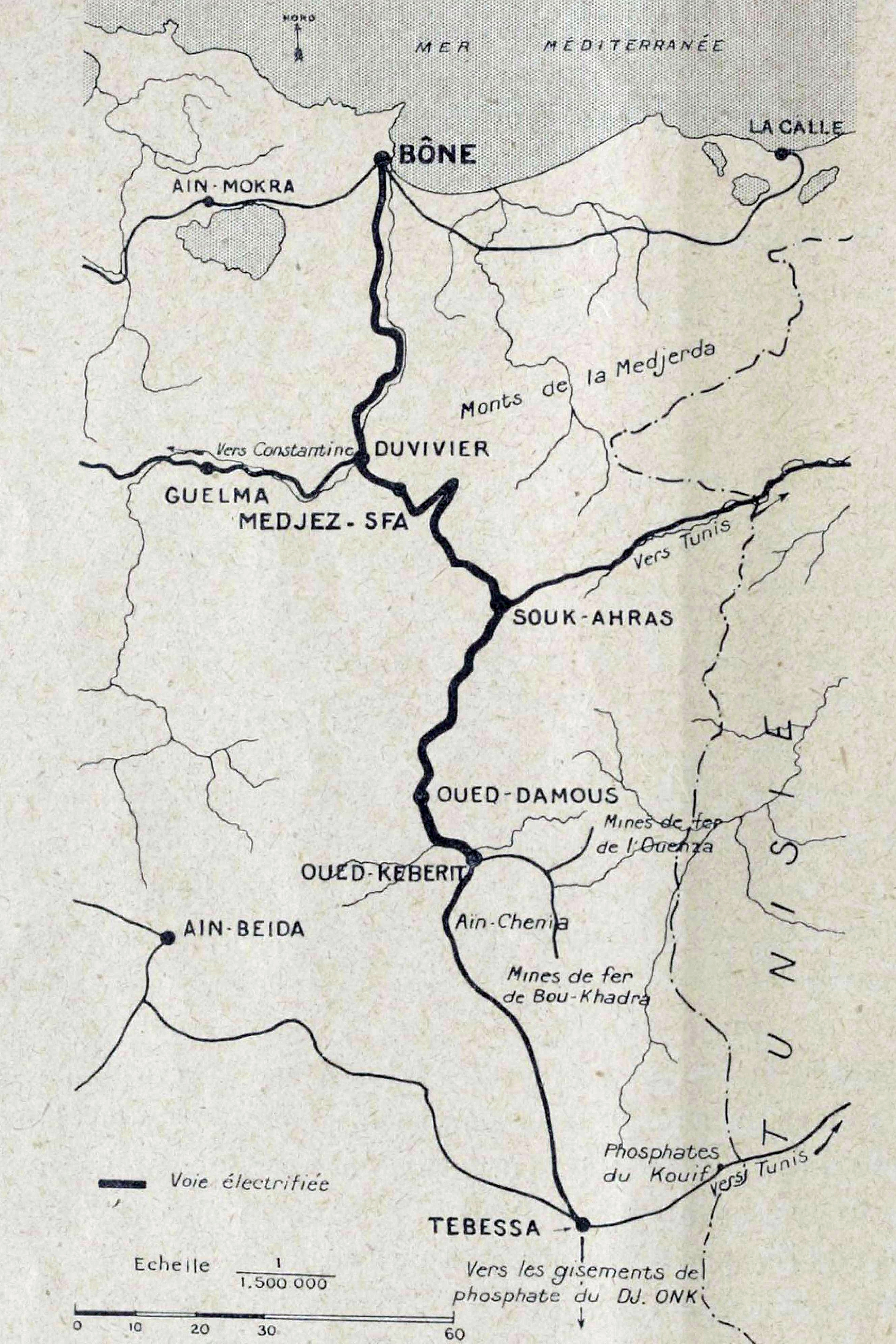
مسار الخط من بون إلى تبسة في عام 1933.

في إطار المخطط الثاني لتطوير السكك الحديدية سنة 1879، خُطّط لبناء خط من سوق أهراس إلى تبسة، بطول 130 كيلومتر.
حصلت شركة بون-قالمة للسكك الحديدية على امتياز المشروع في عام 1885، وشيدت الخط وشغلته اعتبارًا من 27 مايو 1888.
مُدّد الخط لاحقا إلى مناجم الكويف على مسافة 25 كلم. ولا يُستخدم هذا القسم إلا لمسافة 3 كلم حتى مستودع وقود النفط.

### الكهربة
للتعامل مع حركة التعدين الكثيفة للغاية، رُقّي الخط إلى مقياس قياسي وتم كهربته بين عامي 1929 و1953. ويُعد أول خط سكك حديدية جزائري يُشغل بالكامل بالكهرباء.

### خط التعدين من تبسة إلى جبل العنق
بعد استقلال الجزائر، تم إنشاء امتداد 110 كلم لمنجم فوسفات جبل العنق ببلدية بئر العاتر، جنوب تبسة. افتتح الخط في عام 1966.

## الخط

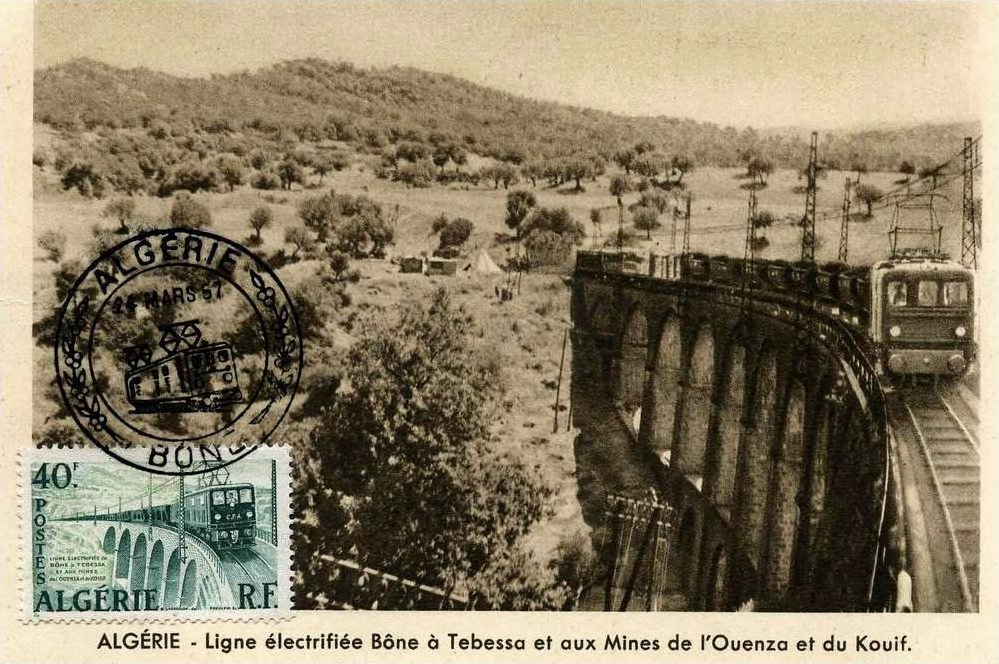
بطاقة بريدية قديمة للخط من بون إلى تبسة.

### السمات
يبلغ طول الخط 340 كلم، وهو عبارة عن مسار أحادي بحارة قياسية. وهو مزود بكهرباء ذات التيار المستمر بجهد 3 000 فولط.

### المسار والمنحنى الطولي

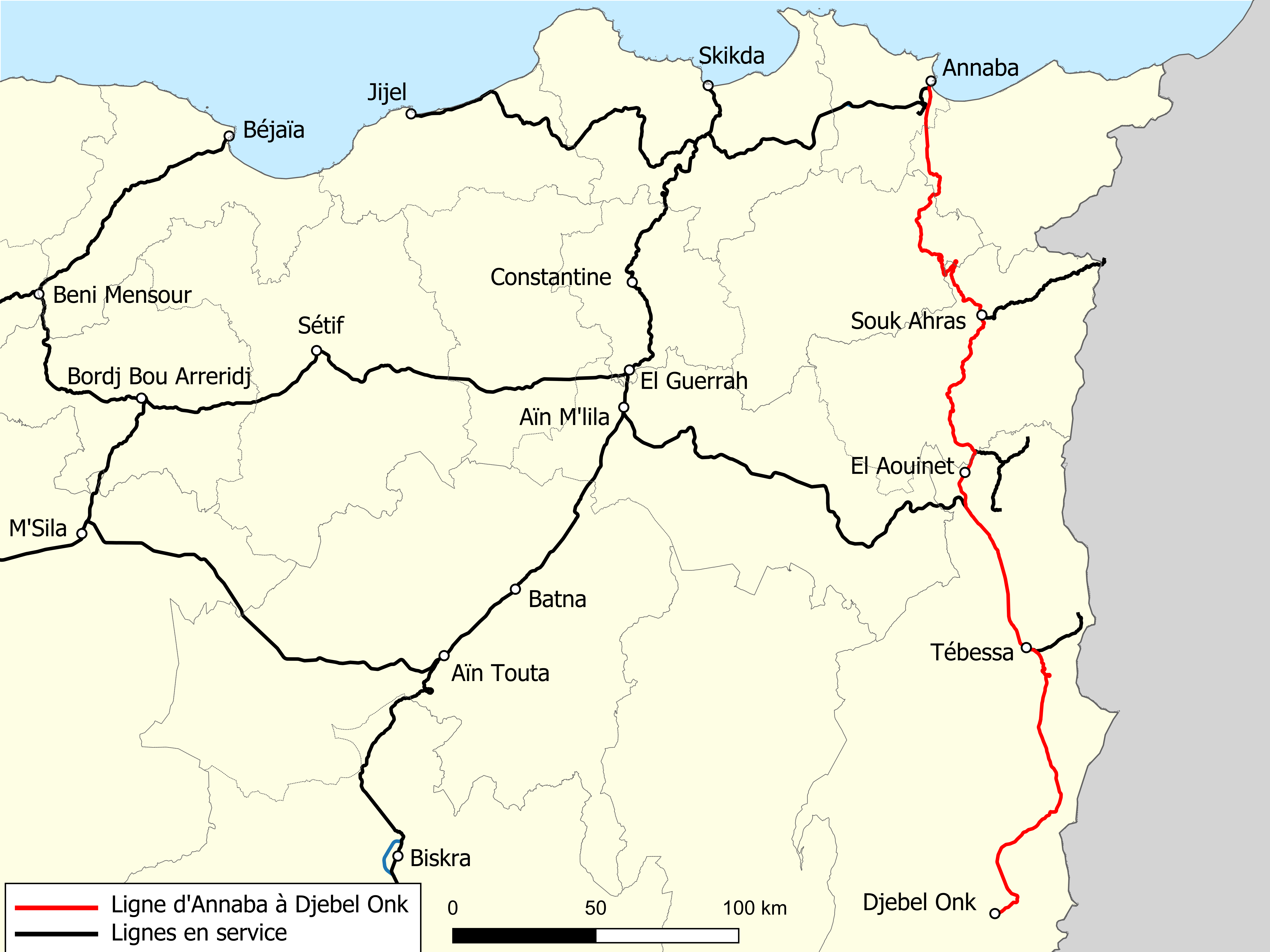
موقع خط من عنابة إلى جبل العنق في شمال شرق الجزائر.

يبدأ هذا الخط في السهول الزراعية المنخفضة لعنابة ثم يتبع وادي سيبوس إلى بوشقوف قبل أن يرتفع بسرعة عن طريق منحنيات هامة (على شكل رباط الحذاء) على سفوح جبال مجرجة ليصل إلى عتبة سوق أهراس الواقعة على ارتفاع أكثر من 700 متر. في هذه المنطقة، يواجه الخط تدرجات قدرها 26 % ونصف قطر انحناء 200 متر في بعض الأماكن.
ويتبع الخط بعد ذلك وادي الشوك ليصل إلى سهل مادوروش ثم يعبر الهضاب القاحلة في واد الكبريت والعوينات. وأخيرًا، يواصل رحلته عبر وادي شابرو حتى يصل إلى تبسة.
يضم سبعة أنفاق يبلغ طولها الإجمالي كيلومترين.
إلى الشمال، يتصل الخط بمحطة السكك الحديدية لميناء عنابة. ثم، في ضواحي عنابة، يُربط بالخطوط من عنابة إلى سيدي عمار، ومن رمضان جمال إلى عنابة، ومن الحجار إلى وادي زياد. في طريقها إلى جبل العنق، تتصل بها خطوط أخرى: الخط من سوق أهراس إلى الحدود التونسية، عند المخرج الجنوبي لمحطة سوق أهراس؛ الخط من وادي الكبيريت إلى الونزة ، شرق محطة وادي الكبريت؛ الخط من عين مليلة إلى العوينات ، بين محطتي العوينات وسيدي يحيى ؛ والخط من تبسة إلى الكويف شرق تبسة.

### السرعة القصوى
تتم الرحلة بين عنابة وتبسة بسرعة متوسطة تبلغ 60 كلم/سا في الساعة.

### المشاريع
أُطلق في نهاية العقد الأول من القرن الحادي والعشرين، تحديث الخط ومضاعفته والعمل جارٍ حاليًا. في عام 2022، بلغت نسبة تقدم الأشغال بين وادي كبريت وجبل العنق 43%.
في أغسطس 2023، وضع الوزير الأول الجزائري أيمن بن عبد الرحمن حجر الأساس لمشروع تحديث ومضاعفة خط السكة الحديدية المنجمية الشرقي في قسمه الذي يربط ميناء عنابة بوادي فراغة بولاية قالمة على مسافة 54 كلم. ويعد هذا القسم الأخير جزءًا من الخط الممتد من عنابة إلى جبل العنق على مسافة 340 كلم. ومن المقرر أن يُسلم المشروع في فبراير 2026.

## خدمة السكك الحديدية

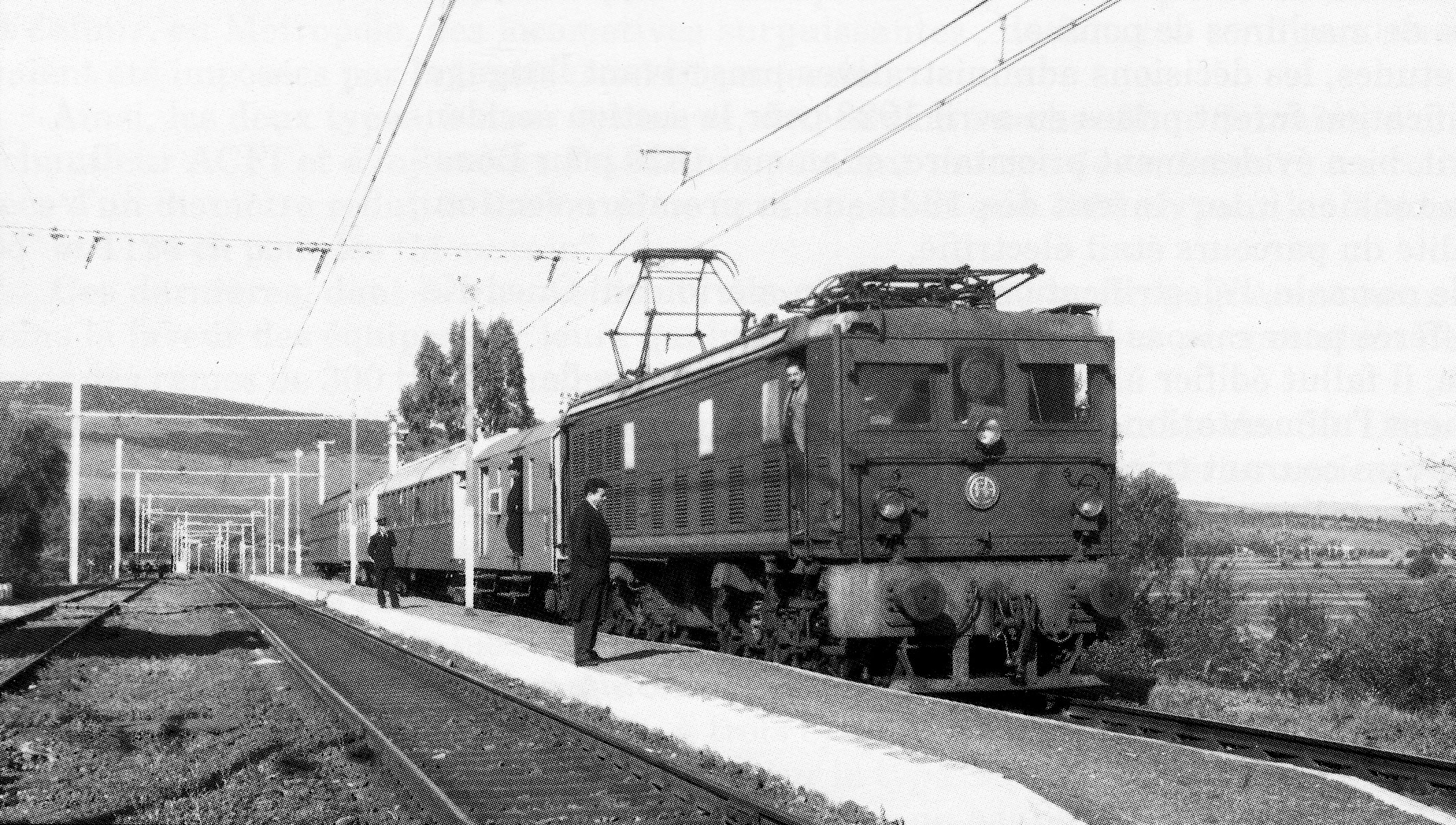
قطار ركاب يجره محرك SNCFA 6AE بين عنابة وسوق أهراس في عام 1968.

يسمح الخط بنقل الركاب والبضائع. وتستخدمه:
- قطارات المسافات الطويلة :
  - الجزائر - عنابة ؛
  - الجزائر - تبسة ؛
- القطارات الإقليمية للاتصالات :
  - عنابة - تبسة ؛
  - عنابة - شيحاني بشير ؛
- اتصالات القطارات الضواحي :
  - عنابة - برحال ؛
  - سوق أهراس - عين سينور [الفرنسية].

توفر قطارات ألستوم كوراديا الربط الإقليمي عنابة - تبسة منذ عام 2018.
بالإضافة إلى ذلك، يعد الخط محور نقل مهم للمعادن من منجم فوسفات جبل العنق أو منجم الحديد الونزة.

## محطات على الخط

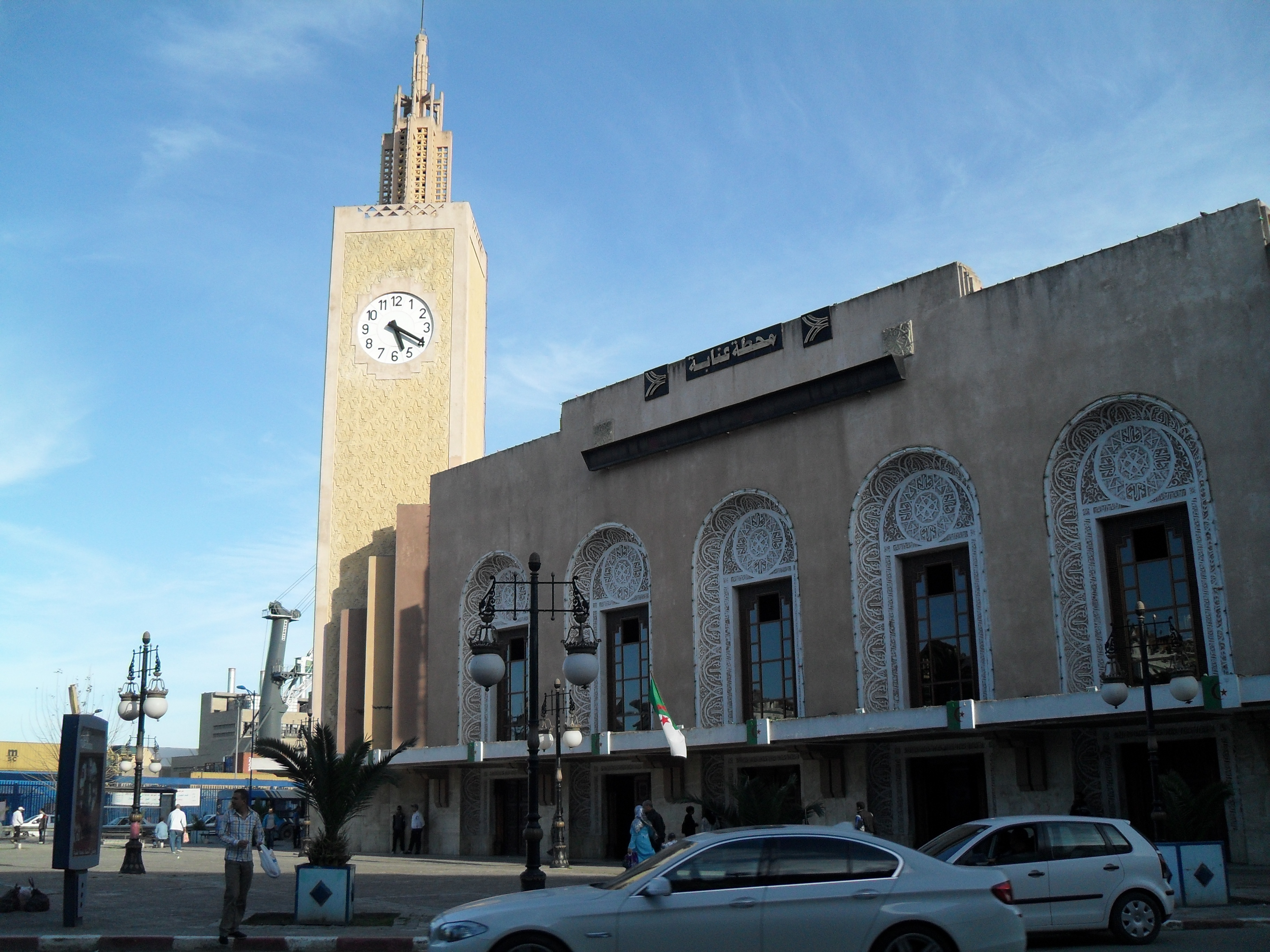
محطة عنابة

| المحطة                                    | الولاية   | (ن ك)   | معلومات                                         |
| ----------------------------------------- | --------- | ------- | ----------------------------------------------- |
| عنابة                                     | عنابة     | 0       | الخطوط الرئيسة، القطارات الإقليمية، نقل البضائع |
| الحجار                                    | عنابة     | 10+550  | القطارات الإقليمية                              |
| شبيطة مختار                               | الطارف    | 15+600  | القطارات الإقليمية                              |
| الذرعان                                   | الطارف    | 22+600  | القطارات الإقليمية                              |
| شيحاني بشير                               | الطارف    | 29+560  | القطارات الإقليمية                              |
| رقوش أحمد                                 | الطارف    |         | القطارات الإقليمية                              |
| بوكموزة                                   | قالمة     | 41+000  | القطارات الإقليمية                              |
| وادي فراغة                                | قالمة     | 48      | القطارات الإقليمية                              |
| بوضروة                                    | قالمة     | 51      | القطارات الإقليمية                              |
| بوشقوف                                    | قالمة     | 55+150  | القطارات الإقليمية                              |
| مجاز الصفاء                               | قالمة     | 65      | القطارات الإقليمية                              |
| عين تحميمين                               | قالمة     | 74      | القطارات الإقليمية                              |
| عين عفرة                                  | سوق أهراس |         | القطارات الإقليمية                              |
| Mechroha                                  | سوق أهراس | 90+530  | القطارات الإقليمية                              |
| Aïn Seynour                               | سوق أهراس | 97      | القطارات الإقليمية                              |
| Résidence universitaire Medaguine Mohamed | سوق أهراس |         | القطارات الإقليمية                              |
| سوق أهراس                                 | سوق أهراس | 107     | القطارات الإقليمية، نقل البضائع                 |
| Les Tuileries                             | سوق أهراس | 114     | القطارات الإقليمية                              |
| Oued Chouk                                | سوق أهراس | 118     | القطارات الإقليمية                              |
| El Hamri                                  | سوق أهراس | 125     | القطارات الإقليمية                              |
| الدريعة                                   | سوق أهراس | 131     | القطارات الإقليمية                              |
| M'daourouch                               | سوق أهراس | 139     | القطارات الإقليمية                              |
| Oued Damous                               | سوق أهراس | 151     | القطارات الإقليمية                              |
| Oued Keberit                              | سوق أهراس | 163+170 | القطارات الإقليمية                              |
| العوينات                                  | تبسة      | 171+190 | القطارات الإقليمية                              |
| سيدي يحيى                                 | تبسة      | 185     | الخطوط الرئيسة                                  |
| مرسط                                      | تبسة      | 198+800 | الخطوط الرئيسة، القطارات الإقليمية              |
| تبسة                                      | تبسة      | 231     | الخطوط الرئيسة، القطارات الإقليمية، نقل البضائع |
| جبل العنق                                 | تبسة      | 340     | نقل البضائع                                     |